# Liparis torta
Liparis torta är en orkidéart som beskrevs av Joseph Dalton Hooker. Liparis torta ingår i släktet gulyxnen, och familjen orkidéer. Inga underarter finns listade i Catalogue of Life.